# Землетрус у Гуаясі (2023)
18 березня 2023 року на півдні Еквадору стався землетрус силою 6,8 балів, його осередок залягав на глибині 65,8 км. Епіцентр був розташований поблизу узбережжя кантону Балао, за 80 км на південь від Гуаякіля. Це спричинило значні пошкодження та 15 загиблих у провінціях: Ель-Оро, Асуай та Гуаяс, тоді як у Перу повідомлялося загибель людей та десятки поранених.

## Тектонічна обстановка
В активній тектоніці Еквадору переважають наслідки субдукції плити Наска під Південноамериканську плиту. Еквадор лежить у Північній вулканічній зоні, де зона субдукції рухається зі швидкістю 7 см/рік на північний-схід, суттєво нахилено до тренду цього сегменту Анд. Зона субдукції має загальний кут падіння 25–30°, але швидко змінюється вздовж простягання через вплив субдукції хребта Карнегі. Хребет Карнегі — це океанічне плато, яке утворилося, коли плита Наска проходила над гарячою точкою Галапагосів. Поверхня плити над субдукційною частиною хребта має менший занурення, ніж область як на півночі, так і на півдні, межі інтерпретуються як дві великі розриви плити Наска, що спускається вниз. Північна частина Еквадору лежить над субдукованою частиною хребта Карнегі та є територією, де плита Наска інтерпретується як тісно пов'язана з Південноамериканською плитою, спричиняючи надзвичайно великий ступінь внутрішньоплитної деформації. Основними активними зонами розломів Еквадору є праві зсуви на південно-західному сході від південно-західного сходу, що проходять паралельно основним частинам Анд, дві основні зони правосторонніх зсувів на південний-захід і південний-схід, розломи Паллатанга та Чінгуал, а також зворотний напрямок з півночі на південь розломи, такі як розлом Кіто. Сильні землетруси в Еквадорі — поширене явище. У минулому столітті в радіусі 250 км від цієї події відбулося 32 землетруси магнітудою M 6.0 і більше. 16 квітня 2016 року землетрус магнітудою 7,8 на межі зони субдукції приблизно за 350 км на північ від події 2023 року призвів до понад 600 смертей і понад 27 000 поранень.

## Землетрус
За даними Геологічної служби США, землетрус мав магнітуду Mw 6,8  і максимальну інтенсивність MMI VII (дуже сильний). Європейсько-Середземноморський сейсмологічний центр повідомив про магнітуду M w  6,7. За даними PAGER, служби Геологічної служби США, руйнівні поштовхи інтенсивністю V—VII (помірні — дуже сильні) відчули 8,41 мільйона людей, майже половина населення Еквадору, включно з інтенсивністю VI (сильні) в Гуаякілі. Його відчули в 13 з 24 провінцій країни.
Землетрус стався в результаті розлому косого зсуву на проміжній глибині поблизу субдукційної межі плит Наска та Південноамериканської плит. Його механізм розлому та глибина свідчать про те, що подія сталася в субдукованій літосфері плити Наска. Рішення механізму вогнища вказують на те, що розрив стався або на майже вертикальному розломі, що простягається на південний-схід, або на помірному розломі, що простягається на південний-захід. У місці землетрусу плита Наска рухається на схід відносно південноамериканської плити зі швидкістю приблизно 73 мм (2,9 дюйма) на рік. Землетруси в Еквадорі та більшій частині західної Південної Америки викликані деформаціями, що виникають внаслідок субдукції, що триває.
Подібні події називаються землетрусами середньої глибини, що відбуваються на глибині 70–300 км (43–186 миль). Землетруси середньої глибини представляють собою деформацію в межах субдукційних плит, а не на межі неглибокої плити між субдукційною та перекриваючою тектонічними плитами. Зазвичай вони завдають меншої шкоди на поверхню землі над епіцентром, ніж у випадку з дрібнофокусними землетрусами подібної величини, але все одно можуть бути руйнівними. Великі землетруси середньої глибини можуть відчуватися на великій відстані від їх епіцентрів.

## Вплив

### Еквадор
Загалом зруйновано 84 будинки та пошкоджено: 180 будинків, 80 шкіл, 33 заклади охорони здоров'я, 14 об'єктів громадської інфраструктури, 20 об'єктів приватної інфраструктури та один міст. Щонайменше 446 людей отримали поранення по всій країні.

#### Ель-Оро
У провінції Ель-Оро, де зруйновано 40 будинків, загинуло 12 осіб, у тому числі немовля та п'ятеро членів однієї родини, переважно в місті Мачала. Троє людей загинули в провінції під час обвалу вежі. У Пуерто-Болівар будівля, де розташовувалися музей і ресторан, обвалилася в море. Зруйновані будівлі в провінції заблокували багато людей.

#### Гуаяс
Одна людина загинула в Наранхалі в провінції Гуаяс. У Гуаякілі 46 будівель і будинків були пошкоджені деякі стіни обвалилися, а магазини по всьому місту були закриті. Перебої з електроенергією вплинули на місто: північний і південний сектори були відключені протягом семи годин, тоді як в деяких інших районах електроенергію відновили через 30 хвилин. Також було закрито три автомобільні тунелі в місті, одна людина постраждала. На острові Пуна, одному з найближчих до епіцентру районів, зруйновано 10 будинків.

#### Асуай
Двоє людей загинули в Куенці, столиці провінції, у тому числі одна людина загинула, коли фасад будинку обвалився на автомобіль; ще двоє отримали поранення. У провінції було зруйновано два будинки та ще чотири пошкоджено.

### Перу
У Тумбесі, неподалік від кордону Перу з Еквадором, 4-річна дівчинка загинула під час падіння даху будинку, а підліток загинув після обвалу будинку. Десятки людей отримали поранення, у тому числі серйозно через зсуви. У трьох провінціях регіону зруйновано п'ять будинків, пошкоджено 38 будинків, два заклади охорони здоров'я та чотири школи. 32 людини залишилися без даху над головою, ще 102 постраждали.

## Реакція
Секретаріат управління ризиками Еквадору повідомив, що пожежники були задіяні для пошуково-рятувальних операцій. Нацполіція провела оцінку збитків. Президент Гільєрмо Лассо закликав громадян зберігати спокій, додавши, що «команди екстрених служб мобілізуються, щоб надати всю свою підтримку постраждалим». Обірвані лінії електропередач, що призвели до переривання зв'язку ускладнили рятувальні роботи. Три підприємства Petroecuador тимчасово призупинили роботу.
19 березня 2023 року Президент Еквадору Гільєрмо Лассо відвідав постраждалі провінції. За його словами, кількість загиблих і поранених може зрости протягом наступних годин. Були активовані екстрені фонди на оздоровлення та житло. Конфедерація корінних національностей Еквадору ініціювала кампанію допомоги постраждалим.